# Teen Titans: Trouble in Tokyo
Teen Titans: Trouble in Tokyo (Los Teen Titans se van a Japón en España, Los Jóvenes Titanes: Misión Tokio en Hispanoamérica) es una película animada de 2006,  basada en el equipo de superhéroes Teen Titans de la editorial DC Comics.
Se desarrolla durante la serie animada Teen Titans que se emitió entre 2003-2006. La película se trasmitió por la cadena Cartoon Network el 15 de septiembre de 2006 y para Hispanoamérica se estrenó el 11 de noviembre de 2007.
Trouble at Tokyo estuvo a cargo del escritor principal de la serie David Slack quien regresó para esta película, ya que dejó la serie tras su cuarta temporada (que estaba destinada a ser la última, finalmente se realizó una quinta temporada).

## Sinopsis
Los Titanes entran en acción cuando una nueva amenaza, el dicromático ninja Saico-Tek, aparece en su ciudad. Se genera una persecución a través de la ciudad, antes de ser capturado Saico-Tek deja muy dañada la torre de los titanes. Es interrogado por Robin con la ayuda de un programa de traducción ya que habla en japonés, revelando la identidad de quien lo envió: Brushogun. El ninja a continuación, se escapa de sus ataduras y desaparece después de destruir un rociador contra incendios, la elección final de los Titanes es ir a Tokio para buscar a su misterioso enemigo.
Finalmente llegaron unas vacaciones (Chico Bestia es el único del equipo que ve el viaje como vacaciones). Una vez que los Titanes se encuentran en Tokio, la barrera del lenguaje plantea algunos problemas, hasta que Starfire utiliza su asimilación lingüística absorbiendo el idioma de un transeúnte, besándolo (para gran sorpresa de su equipo, especialmente Robin). 
Con el idioma adquirido, el equipo inicia la búsqueda, pero no llega muy lejos antes de que los problemas se presenten en forma de "Gorgo", un monstruo gigantesco que destruye todo a su paso. El monstruo posee los poderes regenerativos de Saico-Tek y las habilidades de los Titanes no tienen ningún efecto sobre él; finalmente se demuestra que Tokio posee una fuerza de defensa propia, mayor de lo normal - las Tropas de Tokio, dirigido por el Comandante Uehara Daizo - llega a parar a la bestia con una jaula de energía.
Daizo le muestra a los Titanes la sede las Tropas de Tokio, y cuando Robin le pregunta sobre Brushogun, se informa a los adolescentes que no es más que una leyenda urbana. Sintiendo que hay cabos sueltos, los Titanes no pueden hacer nada más que ceder ante el deseo de Chico Bestia de disfrutar Tokio, en calidad de turistas. Cyborg entra en un restaurante de sushi de todo lo que pueda comer, donde su apetito rápidamente despierta la ira de los cocineros. La búsqueda de lectura de Raven la lleva a una tienda de revistas locales, donde menciona los idiomas que puede leer (para su decepción uno de los pocos que desconoce es el japonés), el empleado de la tienda sólo le da un pequeño paquete de goma de mascar, que está escrito en inglés. Chico Bestia, por su parte, intenta visitar la casa editorial de su manga favorito Wakamono Shuppan, sólo para descubrir que siempre está cerrado. En su lugar, se relaja con una manga en la escalinata del edificio y pronto llama la atención de una linda chica japonesa. La niña lleva a Chico Bestia a un bar karaoke, donde se encuentra mayor número de niñas que aman su actuación y no quiere que se vaya.
Mientras tanto, Robin y Starfire visitan una galería de videojuegos donde las habilidades de juego de Starfire atraen mucho la atención. Después, ella y Robin se retiran a una azotea para tratar asuntos más íntimos. Robin recuerda cómo Starfire le besó cuando se conocieron y ahora entiende que era para aprender Inglés, pero Starfire ha aprendido que en la Tierra la acción significa "más". Luego Robin le dice que ella es su mejor amiga y que no quiere que eso se arruine, Starfire le dice que él también era su mejor amigo y que nada podría arruinarlo y se toman los dedos meñiques, Robin reafirma lo que dijo y Starfire le dice que entonces no hay nada que temer, pero cuando están a punto de besarse, Robin reacciona y se centra en su misión para detener a Brushogun; él y Starfire son héroes y por ahora, muy a su pesar, no pueden ser "más". Entonces, Robin dice: "Somos héroes Starfire, no tomamos vacaciones, no cometemos errores y no tenemos tiempo para... para esto. Un héroe es lo que soy y si no te gusta entonces..." Starfire lo interrumpe y dice: "Robin, me gustas más de lo que nunca lo sabrás". Luego, Starfire vuela y se aleja llorando.
Raven por su parte, sigue buscando algo que leer, en específico sobre Brushogun, su búsqueda la termina llevando a un almacén de libros antiguos, donde el anciano vendedor le revela que Brushogun no es tan sólo un mito como muchos creen y le entrega un libro sobre el primer super villano de Tokio.
Al investigar solo, Robin es atacado una vez más por Saico-Tek entrando en una pelea muy violenta que termina con el ninja en el suelo. Cuando Saico-Tek no reacciona, toda la gente cree que Robin ha asesinado a su oponente, entonces Daizo lo detiene, Robin no puede explicar como pudo terminar muerto su oponente, si este tenía una increíble habilidad de regeneración.
Lejos de ahí Starfire pasea sola por la ciudad y de pronto se lleva una gran sorpresa al mirar una pantalla, Robin ha sido arrestado por homicidio. De inmediato contacta a los demás Titanes y los pone al tanto de la situación, entonces tratan de reunirse, pero son atacados por extrañas creaturas, incluyendo la bella chica japonesa que antes había visto Chico Bestia, quien resultó ser "una chica gato".
Mientras Robin es llevado en un vehículo blindado a prisión, una hoja de papel con el nombre "Brushogun" revolotea cerca del vehículo y lo hace explotar, liberándolo. Ahora en la carretera, Robin opta por ocultarse bajo la identidad de un ladrón, que trató de atacarlo y se reúne con los titanes. Él y Starfire pasan un momento tierno nuevamente en el que casi llegan a besarse... que de repente es interrumpido por los demás Titanes.
Brushogun, como es llamado en el libro que Raven encontró, fue un artista que se había enamorado de una mujer que dibujo y trato de traerla a la vida utilizando magia negra japonesa. El hechizo se volvió contra el artista quien se transformó en un ser de papel y tinta - tinta que se podría utilizar para llevar cualquier creación imaginable a la vida. Con esta nueva información, Robin no tiene problemas para deducir el escondite de Brushogun: la editorial de manga favorita de Chico Bestia. Después de ser perseguidos por la mayoría de los ciudadanos de Tokio, los Titanes descubren algo espeluznante: la frágil y marchita forma de Brushogun, atada con alambre en una prensa de impresión gigante que utiliza su poder para crear a los enemigos que se han enfrentado con los Titanes. El villano verdadero resulta ser el Comandante Daizo Uehara, que ha utilizado los poderes de Brushogun, para crear a los villanos y monstruos que sus tropas de Tokio (también creaciones de Brushogun) se hicieron famosos por capturar.
Una gran batalla entre las versiones recién impresas de las creaciones de Brushogun, culmina cuando Robin se enfrenta a Daizo en una pasarela por encima del piso de la fábrica. Sin ninguna opción de escapar, Daizo se lanza desde la pasarela, al depósito de tinta de la prensa, a continuación toma el control de los poderes de Brushogun transformándose en una gigante y descomunal masa de tinta y maquinaria, con Brushogun en su centro. Los otros Titanes luchan contra las creaciones que Daizo lanza contra ellos, Robin libera a Brushogun del conglomerado monstruo. Mientras el anciano se desvanece en sus brazos como la tinta desapareciendo con el tiempo, sus poderes desaparecen y Daizo queda derrotado y expuesto.
A raíz de la batalla, Robin le dice a Starfire que toda esta experiencia le ha demostrado que es posible ser algo más que un héroe. Intentando dar una explicación de sus sentimientos, comenzando a balbucear: "Quizás podría ser... Quizás podríamos ser..." Starfire le tranquiliza diciendo: "Robin... deja de hablar." y ambos comparten un beso apasionado y tierno. Raven y Chico Bestia los ven con sonrisas y Cyborg dice: "Bueno, ya era hora."
A los Titanes se les otorgan medallas de honor poco tiempo después, agradeciendo sus acciones, el alcalde de Tokio y sus habitantes les dan la bienvenida a sus nuevos héroes con algunos premios individuales, así como muchas chicas demostrando amor por Chico Bestia, los chefs le dan a Cyborg un verdadero "todo lo que puedas comer", Raven hizo un anuncio para la goma de mascar anterior, Robin y Starfire son mostrados tomados de la mano. Chico Bestia se acerca a ellos, algo decepcionado porque deberán volver a la torre, Robin lo anima a él y a los demás diciendo: "¿Sabes Chico Bestia? A veces hasta los héroes necesitan vacaciones" y mira a Starfire con una sonrisa en el rostro de los dos. Luego Chico Bestia dice que el próximo año quiere ir a México, pero Raven lo golpea fuera de la pantalla.

## Lanzamiento de DVD
La fecha de lanzamiento del DVD fue el 6 de febrero de 2007. Las características especiales incluidas son "El Episodio Perdido" con el villano Punk Pocket y un juego titulado "Robin's Underworld Race Challenge".

## Banda sonora
La banda sonora de la película fue lanzada el 22 de julio de 2008 por La-La-Land Records. Todas las pistas están escritas por Kristopher Carter, Michael McCuistion y Lolita Ritmanis. La lista de canciones es la siguiente:
| N.º | Título | Duración |  |

## Reparto
- Greg Cipes como Chico Bestia.
- Scott Menville como Robin y el niño japonés.
- Khary Phayton como Cyborg.
- Tara Strong como Raven y la voz de la computadora.
- Hynden Walch como Starfire y Mecha-Boi.
- Robert Ito como Alcalde de Tokio y propietario de librería.
- Janice Kawaye como Nya-Nya y Timoko.
- Yuri Lowenthal como Scarface.
- Cary-Hiroyuki Tagawa como Brushogun.
- Keone Young como Comandante Uhara Daizo, Saico-Tek y Chef del restaurante de sushi.

## Enlace película
- https://archive.today/20140614001519/http://www.peliculasabc.com/pelicula/1021/los-jovenes-titanes-mision-tokio.html

- Datos: Q3279845